# Subiasella incurva
Subiasella incurva är en kvalsterart som först beskrevs av Aoki 1983.  Subiasella incurva ingår i släktet Subiasella och familjen Oppiidae. Inga underarter finns listade i Catalogue of Life.